# Златече (Войник)
Златече (словен. Zlateče) — поселення в общині Войник, Савинський регіон, Словенія. 
Висота над рівнем моря: 394,2 м.